# Крістін Анґо
Крісті́н Анґо́ (фр. Christine Angot; 7 лютого 1959, Шатору) — французька письменниця.

## Біографія
Виросла з матір'ю та бабусею без батька, який визнав її лише у 14-річному віці, коли вона й узяла прізвище Анґо. Навчалася в Реймсі, вивчала право та англійську мову, отримала диплом з міжнародного права. Жила у Ніцці, Монпельє.
Почала писати прозу, але видавництва її відхиляли, тож свій перший роман Анґо опублікувала лише 1990 року у видавництві Галлімар. Її перша книга та кілька наступних не мали успіху. Публічне визнання письменниці почалося зі скандального роману «Інцест» (1999), який був розпроданий у Франції накладом 50 тисяч примірників та перекладений кількома мовами. У 2000-х роках Анґо була відзначена кількома великими літературними преміями. Виступає з публічними читаннями своєї прози та драматургії. У 2012 році очолювала журі кінопремії Сен-Жерме. Мешкає у Парижі.

## Творчість
Крістін Анґо переосмислює особистий досвід часто шокуючим способом. Так роман «Інцест» тематизує інцестуальні стосунки з батьком. Романи Анґо у Франції викликають жваву полеміку та протилежні оцінки. Проте Анґо не приймає звинувачення, що її творчість спрямована виключно на здобуття скандальної слави. За словами впливового літературного редактора Жана-Марі Лаклеветіна, хоча Анґо і виступає як «груба провокаторка» і «парадоксальна терористка» із сенсаційними темами, проте вона вважає себе насамперед невблаганною просвітницею.
Серед своїх орієнтирів письменниця називає Пруста, Маргеріт Дюрас, Беккета, але насамперед Селіна.
Окрім романів виступає як драматург, авторка книжок художників і фотографів, активно публікується у пресі (Libération, Le Monde та інших.), з'являється у передачах радіо і телебачення.

## Нагороди та номінації
- 2006: Премія Флори за «Rendez-vous»
- 2015: Премія Грудня за «Un amour impossible»
- 2021: Премія Медічі за «Le Voyage dans l'Est»
- 2021: Фіналістка Гонкуровської премії з романом «Le Voyage dans l'Est»

## Твори
романи
- Vu du ciel (1990)
- Not to be (1991)
- Léonore, toujours (1994)
- Interview (1995)
- Les Autres (1997)
- Sujet Angot (1998)
- L'inceste, 1999)
- Quitter la ville, 2000)
- Pourquoi le Brésil?, 2002)
- Peau d'âne, (2003)
- La Peur du lendemain (2003)
- Les Désaxés (2004)
- Une partie du cœur (2004)
- Rendez-vous (2006)
- Le Marché des amants (2008)
- Les Petits (2011)
- La petite foule (2014)
- Un tournant de la vie Flammarion, Paris (2018)
- Le Voyage dans l'Est (2021)[6]

П'єси
- L'Usage de la vie (prix Bernard Dort)
- Corps plongés dans un liquide
- Nouvelle vague, Même si (1998)
- Mais aussi autre chose (1999)
- La Fin de l'amour (2000)
- Normalement, La Peur du lendemain (2001)